# Korteojan korpi
Korteojan korpi este o arie protejată (arie specială de conservare — SAC, sit de importanță comunitară — SCI) din Finlanda întinsă pe o suprafață de 8 ha, integral pe uscat.

## Localizare
Centrul sitului Korteojan korpi este situat la coordonatele 63°41′02″N 25°16′34″E / 63.6839°N 25.2761°E.

## Înființare
Situl Korteojan korpi a fost declarat sit de importanță comunitară în august 1998 pentru a proteja un număr necunoscut de specii din flora spontană și fauna sălbatică aflate în arealul zonei. Situl a fost protejat și ca arie specială de conservare în aprilie 2015.

## Biodiversitate
Situată în ecoregiunea boreală, aria protejată conține 1 habitat natural: Păduri caducifoliate de mlaștină fino-scandinave.
La baza desemnării sitului se află un număr nedeclarat de specii protejate.